# Ciclo del calcio
El ciclo del calcio es la circulación del calcio entre los organismos vivos y el medio que los rodea. El calcio es un mineral que se encuentra en la litosfera formando grandes depósitos de origen sedimentario, que emergieron de fondos marinos por levantamientos geológicos. Muchas veces, estas rocas, contienen restos fosilizados de animales marinos con caparazones ricos en calcio; en mineralogía se conocen como rocas cals. La lluvia y los agentes atmosféricos descomponen las rocas calizas, arrastrando los compuestos del calcio a los Suelos, a los ríos y al mar. En este recorrido, el calcio es absorbido por las plantas y animales, en cualquier punto del ciclo, ya sea por la cadena alimenticia o por la absorción del agua. Cuando las plantas o los animales mueren, los descomponedores liberan el calcio, el cual regresa al suelo.
Finalmente, los ríos se encargan de que el destino final sea otra vez el fondo de los océanos, de los cuales, después de largos periodos, vuelven a emerger en forma de rocas.
El calcio se recicla continuamente en la litosfera y poco a poco por efecto de la erosión en los suelos, producida por el transporte de las aguas subterráneas y por los agentes atmosféricos como el viento y el agua de lluvia, el calcio se escurre a los arroyos y ríos.
El calcio forma depósitos sedimentarios en las cuevas y por efecto de la erosión, este elemento pasa a los cuerpos de agua que se forman cuando caen las lluvias y el agua se filtra por las paredes y el techo de las cuevas.
También de forma directa, el calcio va a parar a los ríos para que este elemento químico sea usado por moluscos de agua dulce como gasterópodos y bivalvos, por peces de agua dulce y algas unicelulares que pertenecen al agua dulce; estos animales al morir dejan el calcio para que se una a los sedimentos del río, esto demuestra entonces que el ciclo del calcio es un ciclo sedimentario únicamente pues no hay naturalmente calcio gaseoso en la atmósfera.